# KCNK1
KCNK1 (англ. Potassium two pore domain channel subfamily K member 1) – білок, який кодується однойменним геном, розташованим у людей на короткому плечі 1-ї хромосоми.  Довжина поліпептидного ланцюга білка становить 336 амінокислот, а молекулярна маса — 38 143.
| 10         |  | 20         |  | 30         |  | 40         |  | 50         |
| ---------- |  | ---------- |  | ---------- |  | ---------- |  | ---------- |
| MLQSLAGSSC |  | VRLVERHRSA |  | WCFGFLVLGY |  | LLYLVFGAVV |  | FSSVELPYED |
| LLRQELRKLK |  | RRFLEEHECL |  | SEQQLEQFLG |  | RVLEASNYGV |  | SVLSNASGNW |
| NWDFTSALFF |  | ASTVLSTTGY |  | GHTVPLSDGG |  | KAFCIIYSVI |  | GIPFTLLFLT |
| AVVQRITVHV |  | TRRPVLYFHI |  | RWGFSKQVVA |  | IVHAVLLGFV |  | TVSCFFFIPA |
| AVFSVLEDDW |  | NFLESFYFCF |  | ISLSTIGLGD |  | YVPGEGYNQK |  | FRELYKIGIT |
| CYLLLGLIAM |  | LVVLETFCEL |  | HELKKFRKMF |  | YVKKDKDEDQ |  | VHIIEHDQLS |
| FSSITDQAAG |  | MKEDQKQNEP |  | FVATQSSACV |  | DGPANH     |  |            |

A: Аланін

C: Цистеїн

D: Аспарагінова кислота

E: Глутамінова кислота

F: Фенілаланін

G: Гліцин

H: Гістидин

I: Ізолейцин

K: Лізин

L: Лейцин

M: Метіонін

N: Аспарагін

P: Пролін

Q: Глутамін

R: Аргінін

S: Серин

T: Треонін

V: Валін

W: Триптофан

Кодований геном білок за функціями належить до іонних каналів, фосфопротеїнів. 
Задіяний у таких біологічних процесах як транспорт іонів, транспорт, транспорт калію. 
Білок має сайт для зв'язування з калію. 
Локалізований у клітинній мембрані, мембрані, клітинних контактах, клітинних відростках, цитоплазматичних везикулах, синапсах, ендосомах.